# Distretto di Cacra
Il distretto di Cacra è uno dei trentatré distretti della provincia di Yauyos, in Perù. Si trova nella regione di Lima e si estende su una superficie di 213,79 chilometri quadrati.
Istituito il 15 luglio 1936, ha per capitale la città di Cacra.